# Beatriz Arceredillo
Beatriz Arceredillo Martín (Madrid, 28 de enero de 1974) es una política española actualmente en la formación política M.o.v.e.r Parla y anteriormente del PSOE, alcaldesa de Parla entre 2014 y 2015.

## Biografía
Nacida el 28 de enero de 1974 en Madrid, estudió en la Universidad Complutense de Madrid entre 1993-1998 y se licenció en Ciencias Políticas y de Administración. Se afilió al Partido Socialista Obrero Español (PSOE) en 2007. Su carrera política en el Ayuntamiento de Parla comenzó por el año 2010 en aquel entonces perteneciente al PSOE. El 14 de noviembre de 2014 se convirtió en alcaldesa de Parla —la primera mujer en ocupar este cargo en el municipio parleño— al sustituir a José María Fraile. En abril de 2015 anunció su baja del PSOE. En las elecciones de mayo de 2015, se presentó como cabeza de lista de una nueva formación política denominada M.o.v.e.r Parla (Movimiento Organizativo Vecinal en Red Parla) que consiguió colocarse como segunda fuerza política del municipio con 6 concejales.